# Phillips Smalley
Phillips Smalley (7 de agosto de 1875 – 2 de mayo de 1939) fue un prolífico actor y director cinematográfico estadounidense de la época del cine mudo.

## Resumen biográfico
Su verdadero nombre era Wendell Phillips Smalley, nació en el barrio de Brooklyn, Nueva York. 
Smalley empezó su carrera en el vodevil, actuó en más de 200 filmes entre 1910 y 1939, año de su muerte. Además, empezó a dirigir en 1911, haciendo más de 300 títulos hasta 1921.
Smalley estuvo casado con la actriz, guionista, directora y productora Lois Weber, desde mayo de 1906 a 1922. Se conocieron en 1905, cuando Weber pasó a ser actriz de la Gaumont Film Company, de la cual Smalley era director. En algunas ocasiones Smalley aparecía como codirector junto a Lois Weber. 
Phillips Smalley falleció en 1939 en Hollywood, California. Fue enterrado junto a su segunda esposa, Phyllis Lorraine Ephlin, en el Cementerio Forest Lawn Memorial Park de Hollywood Hills, California.